# أرماند جوزيف براوت
أرماند جوزيف بروات ( كولمار ، 26 مايو 1796 - مونتيبيلو ، قبالة طولون ، 19 نوفمبر 1855) كان أدميرال فرنسيًا .

## سيرة شخصية
انضم بروات إلى البحرية الفرنسية عام 1811 ، في ذروة الحروب النابليونية . اشتملت حياته المهنية المبكرة على واجبات بحرية بعيدة المدى: في عام 1815 ، خدم في البرازيل وجزر الهند الغربية . من 1817 إلى 1820 كان مع القوات الفرنسية في بلاد الشام . ثم ، حتى عام 1824 ، كان يتمركز أولاً في السنغال ثم في المحيط الهادئ.
بصفته ملازمًا ، شارك براوت في معركة نافارين عام 1827 كضابط مناورة في عام 1830 ، استلم قيادة العميد سيلين وسافر قبالة الجزائر العاصمة ، وحصل على عدد من الجوائز. كما اتبعت سيلين أفنتورا بقيادة فيليكس أرييل داسيني ( 1794-1846) ، تحطمت وتم القبض على الطاقم أثناء غرق سفينة ديليس ، وقتل 110 رجال. بينما كان أسيرًا ، تمكن براوت من إرسال ملاحظات حول حالة دفاعات الجزائر إلى الأدميرال Duperré .
بعد غزو الجزائر ، تمت ترقية براوت إلى رتبة نقيب ومنح قائد Iéna قبالة البرتغال. ثم خدم في تريتون ، قبل أن يشرف على الإنشاءات البحرية في طولون من عام 1841.
في عام 1843 ، تم تعيينه حاكم جزر ماركيساس . خلال هذا الوقت ، كان أيضًا وكيلًا لفرنسا في محكمة الملكة بوماري ملكة تاهيتي ، حيث كان قادرًا على إقناعها بالاعتراف بالحماية الفرنسية على مملكتها.

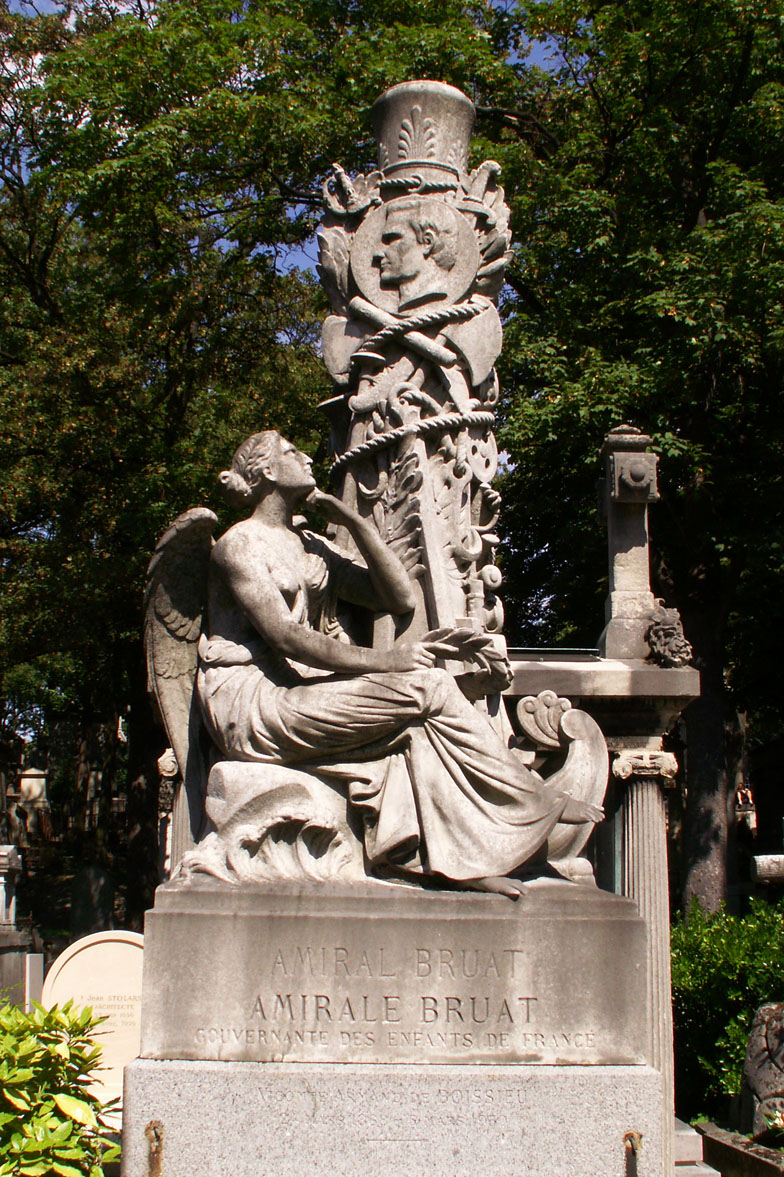
قبر الأدميرال جوزيف أرماند بروات في مقبرة بير لاشيز ، منحوتة من قبل Hippolyte Maindron.

في عام 1849 ، أصبح بروات الحاكم العام لجزر الأنتيل وفي عام 1852 تمت ترقيته إلى نائب أدميرال. في عام 1854 ، خلال حرب القرم ، تم تعيينه قائدًا للأسطول الفرنسي في البحر الأسود . توفي في البحر من الكوليرا ، بالقرب من طولون ، على متن مركبه الرئيسي ، مونتيبيلو ، في 19 نوفمبر 1855.

## مرتبة الشرف
- ضابط كبير من وسام جوقة الشرف [5]
- نفس الاسم من كيب بروات ، الاسم السابق لموسو دان في كوريا الشمالية